# Warnahario
Warnahario (de inicios del s. VII d.C.) fue un presbítero católico y escritor antiguo. Se conoce poco de su vida y obras por algunos testimonios escritos y por dos obras que escribió. 

## Biografía
Acerca de Waharnario tenemos muy poca información. Vivó, probablemente, a inicios del siglo VII. Sabemos que fue un presbítero de la Iglesia de Langres, en la actual Francia. Esto lo sabemos a gracias a una carta (única) que escribió al Obispo de París, Ceraunio. Éste le habría encargado a Warnahario la escritura de dos textos hagiográficos: Passio Sanctorum Tergeminorum Speusippi, Eleusippi, Meleusippi y Passio Sancti Desideru apud Lingona.
Lo único que se sabe del Obispo Ceraunio es que participó en el Concilio de París del 614 por lo que la carta antes mencionada se puede situar en torno a este año.

## Obras
De las dos pasiones escritas por Warnahario podemos decir:
- Passio Sanctorum Tergeminorum Speusippi, Eleusippi, Meleusippi.

Es una narración de los avatares de tres hermanos que sufrieron el martirio durante la persecución del emperador Aureliano.
- Passio Sancti Desideru apud Lingonas.

Es la biografía del Obispo Desiderio de Langres cuya muerte aconteció durante el saqueo de la ciudad, a manos de los vándalos.
Este documento es muy confiable como documento histórico. A ciencia cierta no se sabe si Warnahario fue el autor original de estas actas, lo que se considera más probable es que estas actas ya existían y Warnahario las copió, retocó e incluso les añadió algo.